# Saison 2 d'Iron Fist
Chronologie
Saison 1
Cet article présente les dix épisodes de la deuxième saison de la série télévisée américaine Iron Fist.

## Synopsis
Saison 1 : Le milliardaire Danny Rand, disparu depuis des années, est de retour à New York pour reprendre en main Rand Enterprises, l'entreprise familiale. Mais pour y parvenir, il devra affronter la corruption et le crime qui gangrènent ses dirigeants. Pour cela, il pourra compter sur sa connaissance des arts martiaux et sa capacité à utiliser le Poing de fer, une technique étudiée auprès des moines de K'un L'un. Il est suivi dans son combat par de précieux alliés tels que Colleen Wing et l'infirmière Claire Temple.
La Saison 2 se déroule quant à elle après les événements de la série The Defenders, ainsi qu'après la saison 2 de Luke Cage (Danny Rand y fait une brève apparition dans l'épisode 10), mais avant la saison 3 de Daredevil.

## Distribution

### Acteurs principaux
- Finn Jones (VF : Patrick Mancini) : Danny Rand / Iron Fist
- Jessica Henwick (VF : Ingrid Donnadieu) : Colleen Wing
- Tom Pelphrey (VF : Florian Wormser) : Ward Meachum (en)
- Jessica Stroup (VF : Stéphanie Lafforgue) : Joy Meachum (en)
- Sacha Dhawan (VF : Benjamin Penamaria) : Davos
- Alice Eve (VF : Nathalie Bienaimé) : Mary Walker

### Acteurs récurrents et invités
- Henry Yuk : Hai-Qing Tang (épisodes 1, 2 et 4)
- Giullian Gioiello : BB (épisodes 1 à 3 et 5 à 9)
- Natalie Smith : Bethany (épisodes 1, 3 à 5, 7 et 10)
- Jason Lai : Rhyno (épisodes 1, 2, 5, 7 et 8)
- Robert Mauzell : Carlos (épisodes 1, 3 et 7)
- Hoon Lee : Lei Kung (épisode 2)
- Christine Toy Johnson : Sherry Yang (épisodes 2 à 4, 6 et 8 à 10)
- Gita Reddy : Priya (épisodes 2 et 5)
- James Chen : Sam Chung (épisodes 2 et 8 à 10)
- Jowin Batoon : Torx (épisodes 2, 5, 6, 8 et 9)
- Sydney Mae Diaz : Hex (épisodes 2 et 5 à 7)
- Fernando Chien (en) : Chen Wu (épisodes 3 et 5 à 10)
- Andrew Pang : Donnie Chang (épisode 3)
- Marcus Ho : Ho (épisodes 3 et 5)
- Andrew Cao : Liu (épisodes 4, 8 et 9)
- Lori Laing : Avalon (épisodes 4, 6 et 9)
- Lauren Mary Kim : D.K. (épisodes 4, 6 et 9)
- Jean Tree : Aiko (épisodes 4, 6 et 9)
- Sky Lakota-Lynch : Crank (épisodes 5, 8 et 9)
- Jeremy Lanuti : Danny Rand jeune (épisodes 5 et 10)
- Shiv Pai : Davos jeune (épisodes 5 et 10)
- Murray Bartlett : Dr. Paul Edmonds (épisode 8)

### Invités venant des autres séries Marvel/Netflix
Daredevil
- Rob Morgan : Turk Barrett (épisode 9)

Luke Cage
- Simone Missick (VF : Laurence Charpentier) : Misty Knight (épisodes 4 à 7, 9 et 10)

## Liste des épisodes

### Épisode 1:La Fureur d'Iron Fist
Depuis l'ultime affrontement contre la Main, Danny Rand a tourné la page et quitté la gestion de Rand Enterprises pour s'installer avec Colleen Wing et travailler comme déménageur à Chinatown. La nuit, reprenant le flambeau laissé par Matt Murdock, il combat les triades avec le pouvoir du Poing d'Acier mais la disparition du gang ancestral a laissé un vide que certains essaient de combler et un des amis de Danny craint que la guerre ne s'intensifie.
Danny et Ward Meachum reçoivent un message de Joy, revenue après un séjour à l'étranger et annonçant vouloir revendre ses parts de Rand Enterprises. Ward refuse, criant au coup fourré, mais Danny accepte et souhaite le succès à son amie d'enfance. Son attitude surprend Joy, qui s'est alliée à Davos pour prendre sa revanche sur Danny.

### Épisode 2:Londres brûle-t-il?
Danny assiste à l'agression d'un membre des Golden Tigers par les Hachettes. Comme Colleen, il craint l'escalade et une guerre dans les triades qui ravagera Chinatown. Colleen recroise un gang de jeunes qui compte profiter de la fin des Tigers pour s'emparer de leur quartier, aussi elle pousse Danny à approcher M. Yang, le chef des Hachettes qu'il connait pour avoir affronté la Main ensemble et négocier la paix. Il refuse mais Colleen trouve sa femme à une soirée de charité et parvient à la convaincre de forcer son mari à renoncer à la vengeance. En apprenant que les Hachettes ne vont pas partir en guerre contre les Tigers, Davos utilise une prise de K'un-Lun pour provoquer un AVC chez M. Yang.
Ward essaie de comprendre les intentions de Joy, qui le rejette et préfère suivre le plan de Davos. Celui-ci convoite un bol ancien, détenu par une vieille connaissance de Joy qui refuse de le vendre. Pour lui forcer la main, Joy suggère à Davos de coucher avec elle et provoquer un scandale avec la vidéo de leurs ébats.

### Épisode 3:Un secret mortel
Ward révèle à Danny que Joy et Davos se connaissent. Intrigué, Danny veut en savoir plus sur leur relation et Ward suggère d'organiser un dîner où les cinq se retrouveront autour de la table pour remettre les choses à plat, mais il veut arriver dans un 2e temps, craignant qu'elle ne refuse si elle est au courant de sa présence. Pour dissiper les soupçons, Joy accepte l'invitation. Pendant la journée, Colleen part sur les traces de Frank Choi, l'homme qui a laissé le coffret portant le blason des Wing avant de disparaître, et Danny apprend de Mary qu'une certaine Walker les surveille.
La soirée commence donc entre Danny, Colleen, Joy et Davos. L'ambiance est cordiale mais Colleen finit par rompre le secret et forcer Davos et Joy à expliquer la nature de leur relation. Ward ne vient pas, préférant faire amende honorable devant sa marraine aux narcotiques anonymes, après s'être emporté en apprenant que Joy savait qu'il était dans le groupe. Joy est furieuse que Danny et son frère lui aient encore menti, et Davos décide de partir précipitamment en trouvant les photos de surveillance de Walker chez Danny. Walker est en fait la 2e personnalité de Mary, payée par Joy et Davos pour surveiller Danny. 

### Épisode 4:Boomerang
Malgré le fiasco de la veille, Danny et Colleen veulent de nouveau trouver un moyen d'amener les Tigers et les Hachettes à négocier, mais les leaders des deux clans refusent. Ils découvrent la condition de M. Yang et Danny voit les signes de la prise de K'un-Lun, comprenant que Davos est derrière la guerre des gangs mais ne parvenant pas à déterminer pourquoi. Misty Knight vient les voir, révélant que parmi les blessés, se trouvait un agent de police infiltré et qu'ils devraient donc arrêter de s'impliquer. Colleen est encline à accepter mais Danny refuse, s'éclipse vers les docks pour suivre la piste d'un message donné par Yang et décrypté par Misty. Là, ils trouvent le chef des Tigers tué par Davos et un conteneur renfermant les restes d'un des anciens possesseurs du Poing d'Acier. Danny est décidé à arrêter Davos et si Misty veut qu'il laisse faire la police, Colleen le laisse partir.
Joy veut des réponses de la part de Mary et finit par découvrir son trouble de l'identité, comprenant ainsi comment Danny a obtenu les photos de sa surveillance. Dans la soirée, Joy reçoit la visite de Ward, prêt à l'aider à obtenir son indépendance, mais elle le chasse quand il lui dit qu'il a acheté une société qu'elle voulait obtenir pour exploiter un des brevets conservés de Rand Enterprises.

### Épisode 5:Le Cœur du dragon
Davos a pris le pouvoir du Poing d'Acier à Danny et commence aussitôt à appliquer une justice implacable contre les triades. Mary abandonne Danny gravement blessé dans les rues où il est trouvé par le gang de jeunes. Colleen et Misty s'inquiètent et essaient de retrouver Mary par les contacts de Ward. Joy voit que Mary et Davos ont laissé Danny dans un état grave mais considère son partenariat terminé, or Davos compte aller bien loin. La mort des chefs des triades, tué par Davos avec son Poing d'Acier rouge, fait du bruit dans les rues. Misty et Colleen retrouvent Danny à temps, alors que le gang allait commencer à le torturer.
Ward appelle Bethany, sa marraine aux drogués anonymes et amante, pour apporter les premiers soins à Danny, qui révèle qu'il n'a plus le Poing d'Acier à cause de Davos. Colleen et Misty partent voir Joy, craignant pour elle, et la surprennent avec Mary Walker. Danny et Ward se confient l’un à l'autre, sur leurs conflits intérieurs maintenant que leur objectif premier n’est plus. Colleen et Misty arrêtent Mary et Joy, et cette dernière avoue à Danny qu'elle est aussi derrière sa chute, comme Davos, et que ses tourments ne font que commencer.

### Épisode 6:Le dragon meurt à l'aube
Davos continue à passer ses nuits à massacrer toutes les triades méthodiquement. Misty essaie de le retrouver en interrogeant Joy et Mary Walker, qui restent évasives sur le sort de Davos. Leur seule piste est de retrouver les trois femmes qui ont réalisé le tatouage du Serpent, surnommes les Sœurs de la Grue. Colleen et Misty parties sur leur trace, Walker se libère et propose à Danny de capturer Davos comme elle a vaincu Danny. Ward et Joy se retrouvent donc seuls dans l'appartement et en profitent pour avoir une dernière discussion à cœur ouvert sur le secret autour de Harold, la Main, et leurs futurs désormais irréconciliables.

### Épisode 7:Aliénation mentale
La jambe de Danny est brisée et malgré les soins disponibles, sa guérison complète reste incertaine. Une semaine passe où Davos continue son massacre et commence à s'en prendre à de simples voleurs non impliqués dans les triades. Il a également d'autres projets : former de jeunes truands et leur apprendre l'art du combat de K'un-Lun.
Misty continue son enquête sur le rituel et par Joy, remonte à Mika Prada, qui lui avait vendu le bol. Celle-ci possède toute une collection d'objets liés aux cités mystiques dont une estampe détaillant le rituel. Intriguée, Joy retrouve Davos et l'interroge sur le bol, affirmant vouloir rejoindre les élèves. Mary continue de tenir Walker à l'écart avant d'accepter de la faire revenir pour protéger Danny et Joy. Ward replonge dans l’alcool au désespoir de Bethany ; quand il veut s'excuser, il la surprend à témoigner dans son groupe de soutien et l'entend révéler qu'elle est enceinte de lui.

### Épisode 8:La Citadelle de la vengeance
Danny récupère rapidement grâce à une prothèse de Rand Enterprises mais Colleen sait qu'il doit encore maîtriser ses émotions s'il veut faire face à Davos. Elle n'hésite donc pas à le provoquer verbalement pendant leurs entraînements, allant loin dans les mots. Ils vont protéger Mme Yang et l’amener dans un lieu sûr, où elle négocie avec les Tigers une alliance contre Davos.
Joy retourne vers Davos, qui reste circonspect devant ce revirement. Ward finit par comprendre quand sa sœur l'appelle et lui demande de reprendre l'entreprise qu'il avait achetée pour elle : elle compte trahir Davos et craint de ne pas s'en sortir vivante. En effet, lors d'une sortie où Davos compte se présenter comme un nouveau protecteur mais finit par tuer de nouveau par paranoïa, Joy libère BB, un des élèves rebelles et lui confie le bol en cuivre pour le ramener à Danny.
Walker revient et écoute le message laissé par Mary, qui l’intrigue grandement : les deux personnalités étaient persuadées que l'autre l'avait sauvé de sa détention en Sokovie et massacré les gardes, or ni l'une ni l’autre ne se souvient de tels actes. Son psychiatre envisage donc une 3e personnalité enfouie dont l'existence serait répertoriée dans le dossier militaire classifié de l’ex-militaire. Mary espère obtenir l'aide de Joy pour obtenir ces réponses mais elle trouve Ward qui accepte de l'aider.

### Épisode 9:Une guerre sans fin
- Rob Morgan : Turk Barrett

Danny explique son choix de confier le Poing d'Acier à Colleen : parce qu'il n'a pas su maîtriser ses émotions et parce qu'il n'a voulu le pouvoir que pour soi, il s'estime indigne. Colleen refuse l'offre. De son côté, Davos découvre la trahison de Joy et la pousse d'une balustrade. Elle survit et Chen Wu la garde en vie en attendant que Davos ne trouve Danny et ne le tue devant elle.
BB s'est réfugié au centre communautaire Bayard, où les Tigers et les Hachettes achèvent leurs négociations. Davos apprend qu'il s'y trouve avec le bol et se prépare à prendre d'assaut les lieux avec ses élèves. Ceux qui peuvent combattre retiennent les assaillants le temps que les familles s'échappent mais Davos est trop fort et Danny doit l'affronter. Il prend le dessus et parvient à l’assommer avec une drogue. BB est tué par ses anciens partenaires de gang, devenus loyaux à Davos. Colleen accepte alors d'agir et de prendre le Poing d'Acier. Pendant ce temps, Misty part à l'entrepôt de Davos libérer Joy, aidée par Ward et Mary.

### Épisode 10:Iron Fist contre Iron Man
Davos et Colleen se disputent la puissance du dragon et partagent donc le Poing d'Acier. Davos fuit vers son repaire, où Walker l’attend depuis une hauteur avec un fusil. Danny essaie de retenir Walker de tuer Davos le temps que Colleen s'empare pleinement du Poing. Misty parvient à se libérer de la cellule où Walker l’avait enfermée et aide Danny (au prix de son bras mécanique) à ramener Mary. Danny peut alors assister Colleen dans son duel contre Davos, qu'elle remporte. Davos est arrêté mais jure de continuer sa quête de récupérer le Poing d'Acier et appliquer sa justice. 
Danny s'interroge sur l’avenir de sa relation avec Colleen, qui s'assure que les triades respecteront leur paix nouvelle en parlant à Madame Yang. Joy surprend Walker alors qu'elle s'infiltrait chez elle, mais la tueuse préfère garder la millionnaire sous contrôle afin d'utiliser ses ressources, maintenant qu'elle a eu la preuve qu'il y a une 3e personnalité en elle plus dangereuse que les autres. En rentrant chez elle, Colleen trouve son katana et une lettre de Danny, révélant qu'il n'a pas commis d'erreur en lui confiant le Poing d'Acier car le médaillon sur le coffret port au revers le symbole de Shou-Lao et que donc Colleen serait la descendante de la première femme ayant jamais eu le titre de l’Immortel Iron Fist. Danny part pour l'Asie, autant pour retrouver la personne qui a expédié les restes de l’ancien Iron Fist à Davos que pour se retrouver et savoir s'il est digne du dragon, et propose à Ward de l'accompagner. Ce dernier, qui vient d'apprendre que son amante compte élever leur enfant seule, accepte.